# لاكلان ماكواري

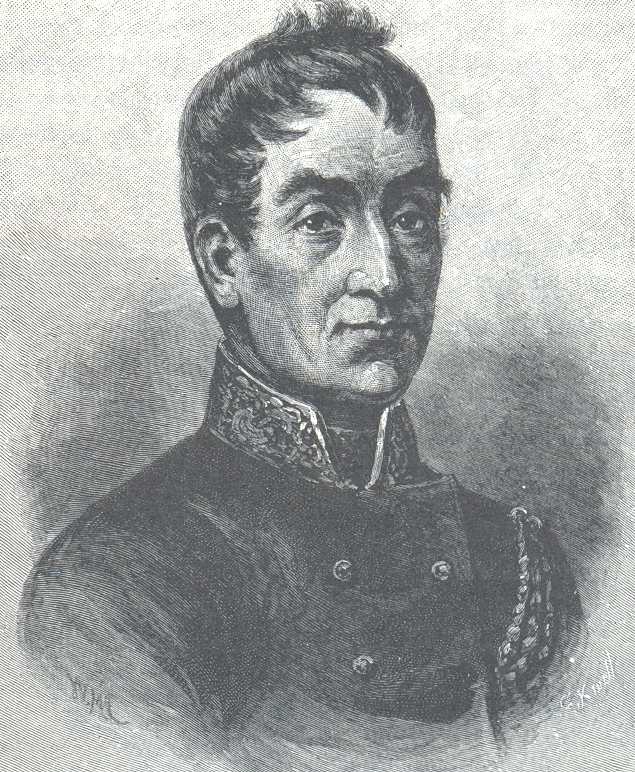
لوحة للاكلان ماكوراي

كان اللواء لاكلان ماكواري، المكرّم بوسام الحمام، (31 يناير 1762 - 1 يوليو 1824)، ضابطًا في الجيش البريطاني ومسؤولًا استعماريًا من اسكتلندا. كان ماكواري الحاكم الخامس لنيو ساوث ويلز وشغل المنصب من عام 1810 إلى عام 1821، وكان له دور رائد في التنمية الاجتماعية والاقتصادية والمعمارية للمستعمرة. يعتبر المؤرخون أن تأثيره كان حاسمًا على تحويل نيو ساوث ويلز من مستعمرة عقابية إلى مستوطنة حرة وبالتالي لعب دورًا رئيسيًا في تشكيل المجتمع الأسترالي في أوائل القرن التاسع عشر.

## الجيش البريطاني

### أمريكا
تطوع ماكواري للانضمام إلى الجيش البريطاني في عام 1776 وعُيّن في فوج المشاة 84. في وقت لاحق من ذلك العام انتقل مع الفوج إلى أمريكا الشمالية للقتال ضد الثوار في حرب الاستقلال الأمريكية. وفي طريقه إلى أمريكا، شارك في معركة نيوكاسل جاين، أول انتصار بحري لسفينة تجارية بريطانية على سفينة قرصنة أمريكية. تمركز ماكواري بدايةً في هاليفاكس، نوفا سكوشا، وحصل على رتبة ملازم ثان في 9 أبريل 1777. في 18 يناير 1781، رُقي إلى رتبة نقيب ونُقل إلى فوج المشاة 71 (المرتفعات)، وخدم معهم في مدينتي نيويورك وتشارلستون. تفادى ماكواري الوقوع في الأسر أو التعرض للقتل على يد الأمريكيين المنتصرين، لأنه أوفد إلى جامايكا في الوقت الذي خسر فيه البريطانيون الحرب.

### الهند
في يونيو 1784 عاد ماكواري إلى اسكتلندا، حيث أدار عقارات لوتشبوي التابعة لخاله، النقيب مردوخ ماكلين. من خلال نفوذ ماكلين، عُرض عليه رتبة ملازم في قوات شركة الهند الشرقية، بشرط استقدام 15 مجندًا إضافيًا. من خلال الأخذ بالإكراه، حصل ماكواري على الرجال المطلوبين وفي يوم عيد الميلاد من عام 1787 حصل على تكليفه بصفة ملازم في فوج المشاة 77.
وصل ماكواري مع كتيبته إلى بومباي في أغسطس 1788 حيث تمركز لمدة عامين. وبدأ انخراطه العسكري الفعلي من عام 1790 إلى 1792 خلال الحرب الإنجليزية الميسورية الثالثة، إذ شارك في الاستيلاء على كانور وحصار سرينغاباتام 1792. رُقي إلى رتبة قائد لواء القوات المرابطة على ساحل مالابار في أغسطس 1793 وأصبح ماسونيًا في نفس العام في بومباي. في سبتمبر 1793، تزوج ماكواري من جين جارفيس، ابنة رئيس المحكمة العليا السابق في أنتيغوا، الراحل توماس جارفيس، الذي كان يمتلك هناك مزارع للعبيد. وفقًا لتسوية زواجهما، بلغ مهر الآنسة جارفيس 6,000 جنيه استرليني، دُفعت لماكواري بعد ثلاث سنوات عندما توفيت بمرض السل. في عام 1795، انخرط في مزيد من العمليات العسكرية أثناء قيادته للقوات في حصار ناجح للقلعة الهولندية في كوتشي. بعد مرور عام، شارك ماكواري في الاستيلاء على كولومبو وممتلكات هولندية أخرى في سيلان، وأصبح قائدًا للحامية المحتلة في غالي.
في مايو 1797، قاد ماكواري القوات خلال الحملة الكارثية ضد قوات المتمردين التابعين لبازاسي راجا في الأدغال المحيطة بمانانتيري. باستخدام تكتيكات حرب العصابات، ألحق بازاسي خسائر كبيرة في الفوج 77، مما أسفر عن مقتل عدد من الضباط وإصابة ماكواري في قدمه. أضرم البريطانيون النار في جميع القرى في المنطقة، لكنهم اعترفوا بالهزيمة وأُجبرت شركة الهند الشرقية على إبرام معاهدة سلام مع بازاسي. استقال ماكواري من منصبه القيادي بعد فترة وجيزة من الحملة.
شارك في الخطوط الأمامية للقتال خلال الحرب الإنجليزية الميسورية الرابعة ضد قوات السلطان تيبو، مما ساعد على إلحاق الهزيمة بهم في معركة سيداسير أولًا ثم في حصار قصر تيبو في سرينغاباتام ومداهمته عام 1799. وصف الحصيلة «الباهرة» حيث تفترش جثث تيبو وأتباعه «الأسوار بهيئة ركام هائل... وأجزاءً مختلفة من المدينة أيضًا لدرجة أنه لا يمكن احتسابهم بطريقة نظامية». تلقى ماكواري 1,300 جنيه استرليني من أموال الغنائم بعد نهب المدينة.
في عام 1800، كان ماكواري من ضمن الحاشية البريطانية برئاسة الحاكم دانكان الذي أجبر مير ناصر الدين خان من سورات على توقيع معاهدة مع شركة الهند الشرقية، تقضي بتسليم تلك المقاطعة إلى حكم الشركة.

### مصر
في عام 1801، عُين ماكواري من قِبل الفريق أول ديفيد بيرد، نائب رئيس إدارة قوة الاستطلاع البريطانية الهندية الكبيرة المكلفة بالانضمام إلى جيش السير رالف أبركرومبي لطرد الجيش الفرنسي من مصر. أبحر ماكواري مع كتيبته إلى مصر من الهند وكان الفرنسيون يتراجعون أساسًا إلى الإسكندرية. وصل هناك بعد يومين من تسليم الإسكندرية للبريطانيين. بقي ماكواري في مصر لمدة عام تقريبًا التقى خلالها بشقيقه وأُصيب بمرض الزهري.

### العودة إلى بريطانيا، واجب آخر في الهند
في عام 1803، عاد ماكواري إلى بريطانيا بعد أن جمع ثروة قدرها 20 ألف جنيه استرليني. ونتيجة صعوده إلى النخبة الاجتماعية التقى عدة مرات مع جاكوب بوسانكيه ومدراء شركة الهند الشرقية، وتعرف على الملك جورج الثالث شخصيًا. خدم في لندن قائدًا عامًا مساعدًا للورد هارينغتون وتمكن من شراء عقار في مسقط رأسه، جزيرة مول، والذي أطلق عليه اسم جارفيس فيل. في عام 1805، تلقى ماكواري أمرًا بالعودة إلى الهند لتولي قيادة فوج المشاة 86 وبعد وصوله أصبح السكرتير العسكري للحاكم دنكان في بومباي.
في عام 1807 سافر برًا من الهند إلى بريطانيا عبر بلاد فارس وروسيا، وأبهره التخطيط التنظيمي لسانت بطرسبرغ وهندستها المعمارية. في وقت لاحق من ذلك العام، تزوج ماكواري في ديفون من قريبةٍ له من الدرجة الثالثة، وهي إليزابيث هنرييتا كامبل، وتولى قيادة الفوج 73 في اسكتلندا برتبة مقدم. أنجبت زوجة ماكواري ابنةً في عام 1808 توفيت في مرحلة الطفولة.

## حاكم نيو ساوث ويلز

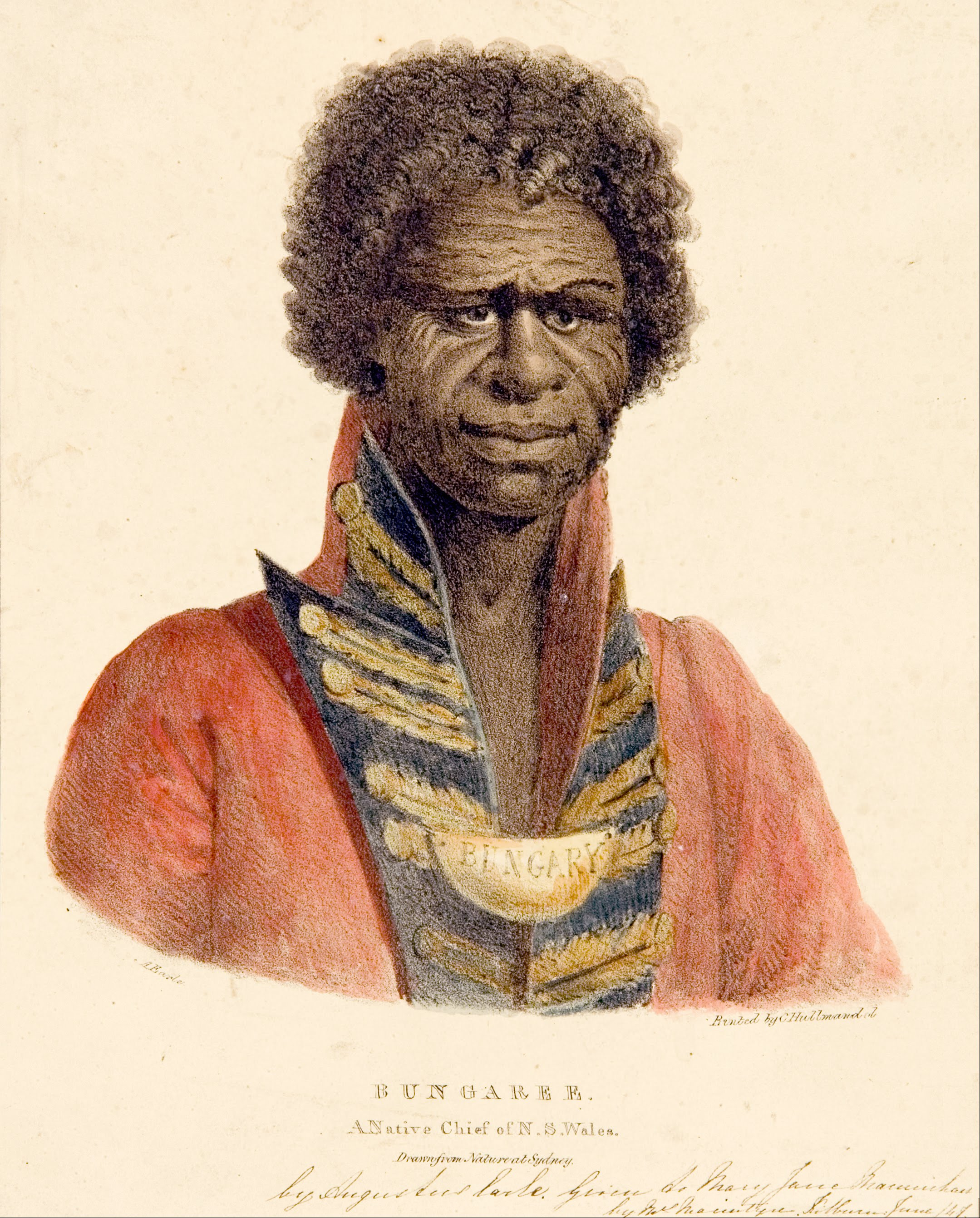
بنغاري مع العنقية التي قدمها له الحاكم ماكواري

### الوصول إلى سيدني
في 8 مايو 1809 عُين ماكواري في منصب حاكم نيو ساوث ويلز وتوابعها. غادر إلى المستعمرة في 22 مايو 1809، على متن إتش إم إس درومداري، برفقة إتش إم إس هندوستان. جاء معه فوج المشاة 73 على متن السفينتين. وصل في 28 ديسمبر إلى سيدني كوف ورسا رسميًا في 31 ديسمبر، وتسلم مهامه في اليوم التالي. غيرت الحكومة البريطانية عند اتخاذها هذا الترشيح، ممارستها المتمثلة في تعيين حكام من ضباط البحرية واختارت قائدًا للجيش على أمل أن يتمكن من تأمين تعاونٍ مع فيلق نيو ساوث ويلز الفاسد والمتمرد. ساهمت حقيقة وصول ماكواري إلى نيو ساوث ويلز على رأس وحدته الخاصة من القوات النظامية، بعدم مواجهته لأي تحد من قِبل فيلق نيو ساوث ويلز، الذي تمرد ضباطه بقيادة جون ماكارثر على الحاكم السابق، ويليام بلاي وسجنوه.
عندما وصل إلى سيدني في عام 1809، كان برفقته «عبدٌ فتى» هندي يُدعى جورج جارفيس، اشتراه عام 1795 مقابل 160 روبية وهو في السادسة من عمره (إضافة إلى صبي عمره 7 سنوات يُدعى هيكتور). سُمي جارفيس على اسم شقيق زوجته المتوفاة في حين هرب هيكتور لاحقًا. كتب عنهما في يومياته: «فتيان سود لطفاء، وسيمو المظهر».